# Петрик, Дэниел
Дэниел Петрик (англ. Daniel Petric; род. 24 августа 1991) — убийца из Веллингтона, штат Огайо, осуждённый за убийство матери и покушение на жизнь отца. В возрасте 16 лет Петрик выстрелил в обоих своих родителей из-за разногласий по поводу видеоигр. Его мать умерла, а отец, несмотря на тяжёлое ранение, выжил.

## Предпосылки
Споры между Дэниелом и его родителями начались после того, когда они помешали Дэниелу купить игру Halo 3 на Xbox 360. Сестра Петрика, Хайди Петрик, которая выступала свидетелем в суде, сказала, что Дэниел никогда не играл в эту игру, пока он не слёг из-за стафилококковой инфекции. Петрик заинтересовался франшизой Halo после пребывания в доме своих друзей, Джонсонов, что привело его к желанию приобрести экземпляр игры. Его отец, Марк Петрик, был священником в евангелистской церкви New Life Assembly of God в Веллингтоне. Оба родителя были против того, чтобы их сын играл в эту игру. В Too Young To Kill Марк утверждал, что он предупредил Дэниела о том, что если тот купит Halo 3, он уничтожит её. Марк сказал, что Дэниел регулярно уходил из дома в ночное время и играл в игры Halo, в том числе в Halo 3, которая досталась ему незадолго до релиза. Если Дэниел не выходил из дома, то играл в эту игру в течение 18 часов без перерыва. Сьюзен в конце концов утащила игру у сына и отдала её Марку. Марк запер игру в сейфе, в котором также хранился его девятимиллиметровый пистолет Taurus PT-92.

## Стрельба

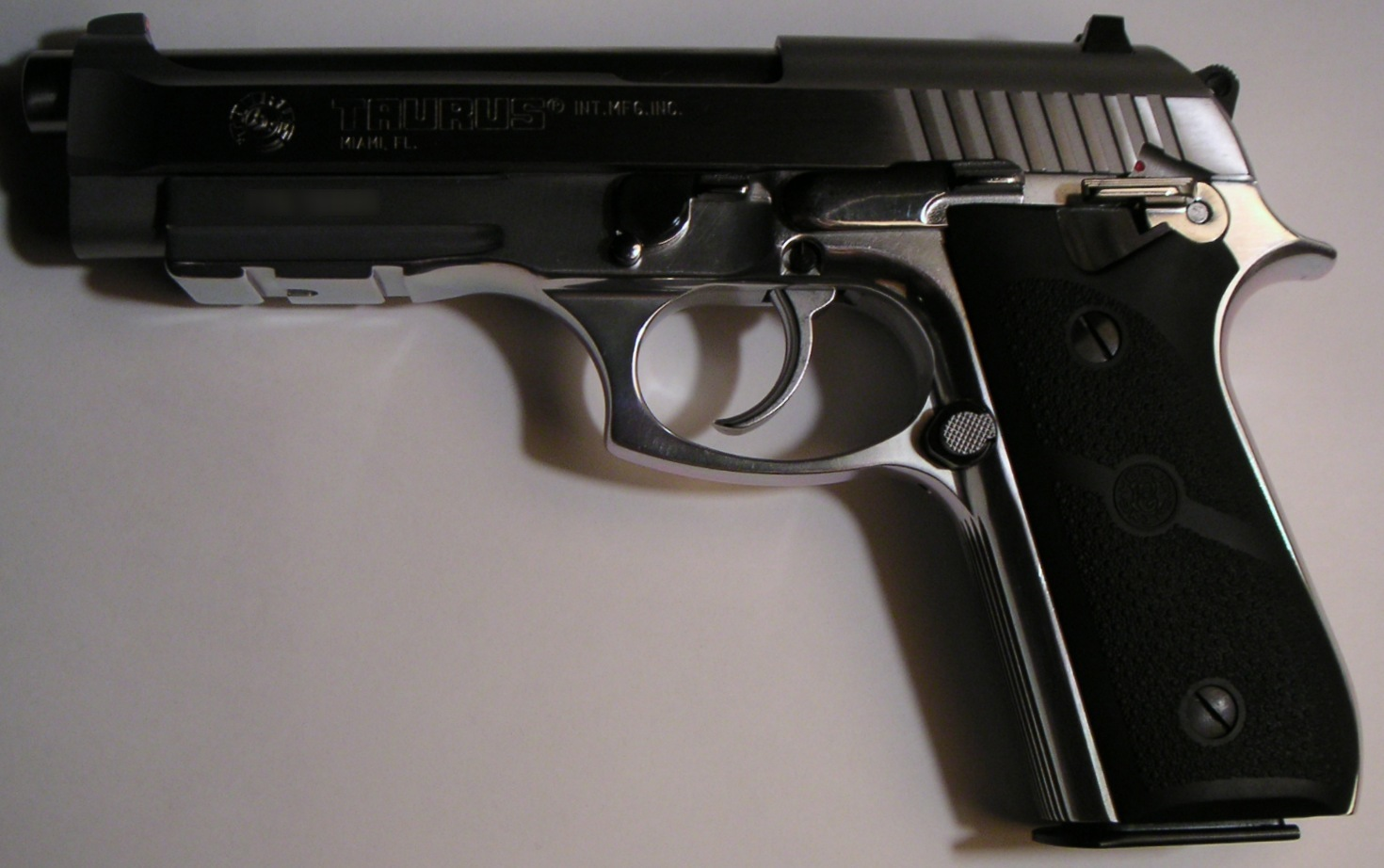
Пистолет Taurus PT92

20 октября 2007 года, примерно через неделю после того, как игра была забрана, Дэниел использовал ключ своего отца и разблокировал сейф, вернув свою игру. Дэниел также забрал пистолет отца. Отчёт суда гласит, что Дэниел подошёл сзади своих родителей, когда они отдыхали на своём диване в гостиной, и сказал: «Закройте глаза, у меня для вас сюрприз». Затем он поочерёдно выстрелил в своих родителей. Как впоследствии сказал Марк, он почувствовал, что его голова онемела, и увидел кровь, льющуюся из своего черепа. Дэниел выстрелил в свою мать, ранив её в голову, руки и грудь, после чего она умерла. В суде его отец засвидетельствовал, что после того, как Дэниел выстрелил в обоих своих родителей, он попытался сделать событие похожим на убийство-самоубийство, помещая пистолет в руку своего отца, и говоря ему: «Эй папа, вот твой пистолет. Возьми его». Через несколько минут пришла его сестра Хейди со своим мужем Эндрю Арчером, которые планировали вместе с семьёй посмотреть бейсбольный матч. Дэниел сказал им, что они не должны входить в дом, потому что его родители подрались. Затем они услышали стоны и вошли внутрь, увидев последствия стрельбы. Хайди вызвала полицию. Затем Дэниел попытался уехать на фургоне семьи. Дэниел отъехал не очень далеко от дома: полиция остановила его, заблокировав дорогу. В то время, как полиция надевала на Дэниела наручники, он крикнул: «Мой папа застрелил мою маму!».

## Суд
Суд над Дэниелом состоялся 15 декабря 2008 года в суде общей юрисдикции округа Лорейн перед судьёй Джеймсом Бурже. Ни один присяжный не присутствовал на суде. Адвокат Дэниела, Джеймс Керси, утверждал, что из-за сильного стресса, усугубившегося тяжелой стафилококковой инфекцией, его подзащитный был гораздо более восприимчив к влиянию игры. Он утверждал, что Дэниел был не в своём уме, чтобы понять необратимость убийства своих родителей. Он не понимал тот факт, что смерть была реальной. Прокурор не согласился с этими доводами и сказал, что Дэниел ничуть не раскаялся за свои действия, и что он пытался скрыть совершённое преступление путём инсценировки самоубийства, помещая оружие в руку своего отца. Суд признал Дэниела виновным.
Судья приговорил его к пожизненному заключению с возможностью условно-досрочного освобождения после 23 лет, которые являются минимальным наказанием. Максимальное наказание для Дэниела было бы пожизненное лишение свободы без права досрочного освобождения, которое требовал для него прокурор.

## Последствия
Дело освещалось в докладах и статьях, касающихся зависимости от видеоигр и жестокости в видеоиграх. Корпорация Microsoft, издатель Halo 3, отказалась комментировать произошедшее, заявив: «Мы осведомлены о ситуации, и это трагический случай». 